# Kurt Pascher
Kurt Pascher (Aystetten, 22 juni 1958) is een Duits componist, dirigent en trombonist.

## Levensloop
Pascher is afkomstig uit een oorspronkelijk Boheemse familie. Hij studeerde aan het Leopold-Mozart-Zentrum (conservatorium) te Augsburg met het hoofdvak trombone. In 1981 richtte hij de blaaskapel "Böhmerwälder Musikanten" op en werd hun dirigent. Voor dit ensemble heeft hij een reeks van marsen en dansen (polka's, walsen etc.) in de zogenoemde Boheemse stijl componeert. 

## Composities

### Werken voor blaaskapel
- 1992 Böhmischer Kurpromenadenwalzer
- 1992 Pascher-Polka
- 1993 Kneippianer-Marsch
- 1995 Heimatlieder-Walzer
- 1998 Bohemia Marsch
- 1998 Für meine Freunde, polka
- Mein Musikantenleben, mars
- Böhmerwälder Blasmusik, polka
- Böhmerwälder Jubiläumsmarsch
- Böhmische Polkaserenade, polka
- Böhmischer Zauber, polka
- Eine Reise nach Böhmen, polka
- Elster-Polka
- G'schichten aus dem Böhmerwald
- Herzensgrüße, wals
- Hab' Sonne im Herzen, polka
- Mit böhmischen Herzen
- Musikantenfreunde
- Rosen, die im Garten blüh'n
- Sudeten-Marsch
- Tenorhorn-Sterne, wals